# Urh, Slovenska Bistrica
Urh este o localitate din comuna Slovenska Bistrica, Slovenia, cu o populație de 69 de locuitori.